# Рома (річка)
Рома — річка в Україні, права притока Десни. Басейн Дніпра. Довжина 16 км. Площа водозбірного басейну 193 км². Заплава заболочена. Річище звивисте. Річкова долина переважно шириною до 500—700 м.
Бере початок в селі Форостовичі. Тече по території Новгород-Сіверського району Чернігівської області.
Протікає через такі населені пункти: Шептаки (влаштовано один невеликий став), Кролевець-Слобідка, Киселівка. За 1 км на схід від Киселівки впадає у річку Десна.